# 臺北市公共住宅戰情中心
臺北市公共住宅興建工程戰情中心，簡稱公共住宅戰情中心，是臺北市政府都市發展局於2018年8月2日所設立的網站，用以彙整公共住宅相關資訊。

## 公開公共住宅興建工程
- 南港區小彎公共住宅
- 南港區東明公共住宅
- 信義廣慈博愛公共住宅
- 萬華區莒光段公共住宅
- 萬華區青年公共住宅

## 外部連結
- 臺北市公共住宅戰情中心 （页面存档备份，存于）